# Municipio de Encrucijada
Municipio de Encrucijada är en kommun i Kuba.   Den ligger i provinsen Provincia de Villa Clara, i den centrala delen av landet, 260 km öster om huvudstaden Havanna. Antalet invånare är 33 641. Arean är 345 kvadratkilometer.
Terrängen i Municipio de Encrucijada är platt.